# トム・トム・クラブ
トム・トム・クラブ（Tom Tom Club）は、ニューヨークを拠点に活動するニュー・ウェイヴ・ユニット。1981年結成。
ポスト・パンク/ニュー・ウェイヴ・シーンにおいて絶大な功績を残すバンド、トーキング・ヘッズのオリジナル・メンバーで、リズム隊を担当していたティナ・ウェイマス（ベース）とクリス・フランツ（ドラム）夫妻によるバンド内サイド・プロジェクトとしてスタート。ヒップホップやレゲエのテイストをふんだんに盛り込んだアフロリズム、チープなエレクトロ・サウンドで革新的なダンス・ポップを展開し、今なお高い評価を誇る。

## 概要
トーキング・ヘッズの4枚目のアルバム『リメイン・イン・ライト』（1980年）制作前後、クリス・フランツは、かねてから温めていたアイディア － すなわち、妻のティナ・ウェイマスをボーカルにフィーチュアしたフューチャー・ポップ・プロジェクトを始動させた。バンド名は、トーキング・ヘッズが何度かレコーディングに使用していたバハマのコンパス・ポイント・スタジオに隣接するミキシング施設「トム・トム・クラブ」に由来する。
デビュー・シングルの「おしゃべり魔女（Wordy Rappinghood）」とセカンド・シングルの「悪魔のラヴ・ソング（Genius of Love）」は共にビルボードのHot Dance Club Playチャートの1位を記録した。
『リメイン・イン・ライト』発表に伴うトーキング・ヘッズでの欧米ツアーにおいては、バンド内バンドとしてトム・トム・クラブのパフォーマンスが行われるなどしていたが、トーキング・ヘッズが正式に解散して以後も引き続き活動を継続し、断続的ながら音源のリリースも行っている。

## ディスコグラフィ

### スタジオ・アルバム
- 『おしゃべり魔女』 - Tom Tom Club (1981年)
- 『フォクシー・ワールド』 - Close to the Bone (1983年)
- 『ブーム・ブーム』 - Boom Boom Chi Boom Boom (1988年)
- Dark Sneak Love Action (1991年)
- The Good, The Bad, and the Funky (2000年)
- 『ダウンタウン・ロッカーズ』 - Downtown Rockers (2012年)

### ライブ・アルバム
- Live @ the Clubhouse (2003年)
- Genius of Live (2010年)